# Barneston (Nebraska)
Barneston es una villa ubicada en el condado de Gage en el estado estadounidense de Nebraska. En el Censo de 2010 tenía una población de 116 habitantes y una densidad poblacional de 182,81 personas por km².

## Geografía
Barneston se encuentra ubicada en las coordenadas 40°2′55″N 96°34′25″O / 40.04861, -96.57361. Según la Oficina del Censo de los Estados Unidos, Barneston tiene una superficie total de 0.63 km², de la cual 0.63 km² corresponden a tierra firme y (0.41%) 0 km² es agua.

## Demografía
Según el censo de 2010, había 116 personas residiendo en Barneston. La densidad de población era de 182,81 hab./km². De los 116 habitantes, Barneston estaba compuesto por el 93.1% caucásicos y el 6.9% pertenecían a dos o más razas. Del total de la población el 8.62% eran hispanos o latinos de cualquier raza.